# Cynodontium jenneri
Cynodontium jenneri là một loài Rêu trong họ Dicranaceae. Loài này được (Schimp.) Stirt. mô tả khoa học đầu tiên năm 1906.